# Umbrías
Umbrías – gmina w Hiszpanii, w prowincji Ávila, w Kastylii i León, o powierzchni 11,69 km². W 2011 roku gmina liczyła 127 mieszkańców.